# Ачех (провінція)
Ачех (індонез. Aceh, ачес. Acèh) — напівавтономна провінція Індонезії, розташована в крайній північній частині Суматри. Ачех оточений водою з трьох боків: Індійським океаном з півночі і заходу та Малаккською протокою зі сходу. На південному сході Ачех межує з провінцією Північна Суматра (індонез. Sumatera Utara). Площа 57 956 квадратних кілометрів. Населення 4 494 410 (2010, перепис). Столиця — Банда-Ачех.

## Історія
Близько 500 р. тут знаходилася буддійська держава Ачех, що вела торгівлю з арабами, індійцями, китайськими торговцями та паломниками. В XIII ст. Ачех став опорним пунктом мусульман на індонезійському архіпелазі. Пізніше ця область відвідували англійські та голландські дослідники. Найбільшого багатства мусульманське королівство досягло за султана Іскадара Муда (1607—1636). В цей період тут відбувалися сутички з португальцями в Малаккській протоці. В 1614 р. ачинці розгромили португальський флот поблизу Бінтану. Голландці (1599) та англійці (1602) безуспішно пробували колонізувати цей район. Після короткого союзу (1641) із голландцями, Ачехський султанат почав втрачати свій вплив.
Після Наполеонівських війн, коли Ост-Індія була віддана Нідерландам, а територія Ачеху Британії, британці у 1824 р. підписали угоду про взаємний ненапад з голландцями. Але ця угода була порушена в 1873 р., у відповідь на що голландці спробували завоювати Ачех. Війна між Ачехським султанатом та Нідерландами тривала 25 років (див. Ачехська війна). Зрештою, Туанку Данель Суа, ачеський султан капітулював у 1903 р. і був засланий в 1905 р. Хоча, до кінця голландського колоніального правління тут ніколи не було спокійно.
Ачех став автономною провінцією у 1949 р., а в 1950 р. був сполучений з провінцією Північна Суматра. Під правлінням Індонезійської Республіки ачехи продовжували бути неспокійними та почали відкрите повстання в 1953 р. за надання Ачеху рівності з іншими провінціями, але нічого не досягли. Повстання спалахнуло знову у 1970 р. під керівництвом Ачехського Руху Слободи. Це дало початок збройним конфліктам з 1990 р. Індонезійська влада погодилася з утворенням автономії тільки у 2002 р.
В грудні 2004 р. сильний землетрус в Індійському океані з епіцентром на північний захід від Суматри спричинив велике цунамі, що спустошило значну частину західного узбережжя Ачеху та призвело до десятків тисяч людських жертв.

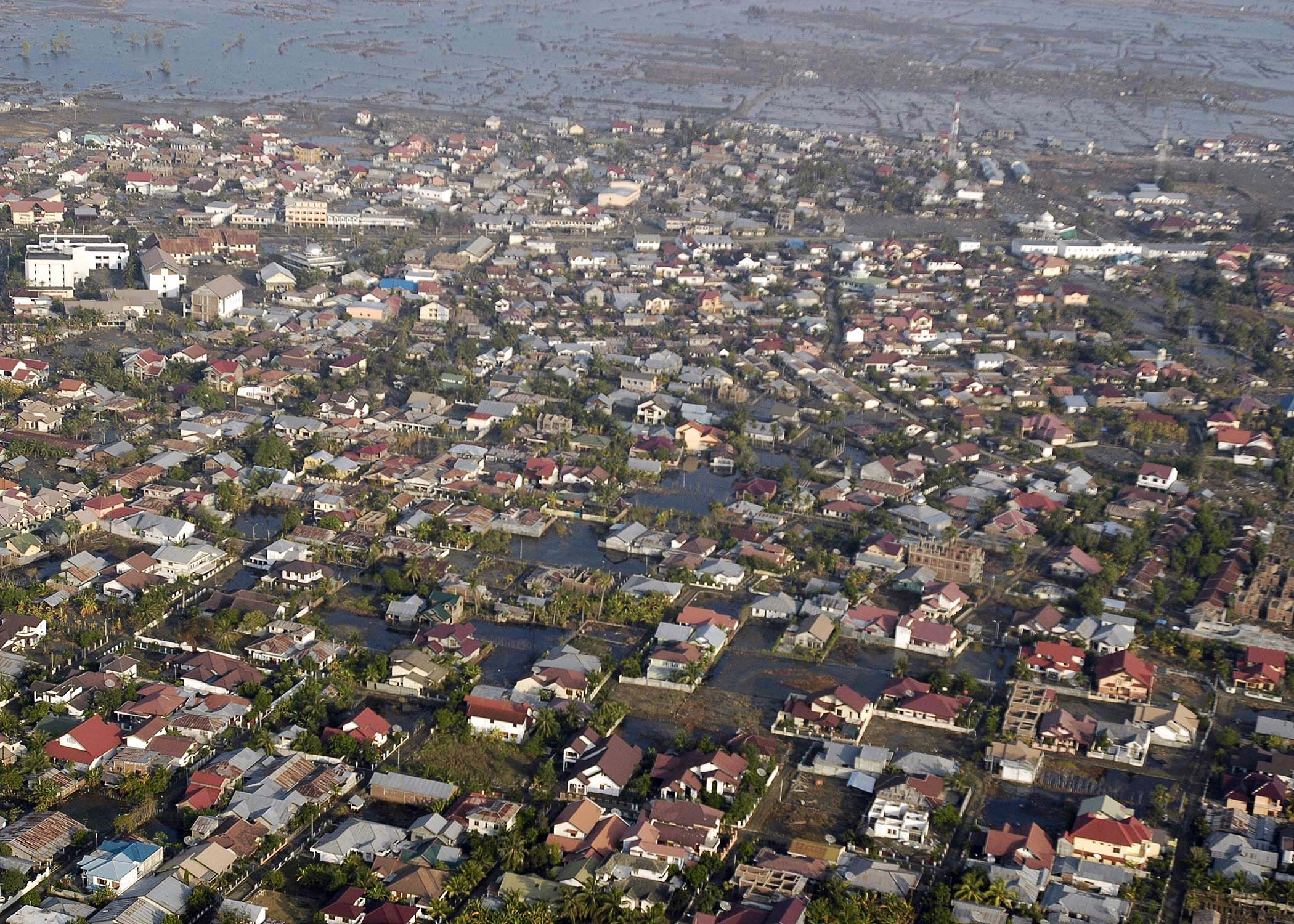
Ачех

Неофіційний прапор Ачеху

Ачех як провінція була утворена 7 грудня 1956 року, перш ніж була змінена на Спеціальний регіон Ачех (1959—2001), Нанггроє Ачех-Даруссалам (2001—2009), і стара назва Ачех була повернута в 2009 році.

## Географія
Ачех в основному гористий регіон, найвищими вершинами є Льосер (3145 м), Абонгабонг (2985 м) та Лембу (2983 м). За винятком області на крайній півночі, тут є широкі берегові рівнини, а річки дуже короткі та непридатні для судноплавства. Південно-західне узбережжя вкрите болотами. Внутрішні вулканічні гори покриті тропічними лісами, які складаються з безстеблових пальм, дубів, хвойних дерев та лаврів. Мохи і трав'янисті рослини вкривають землю та нижню частину дерев.
Банда-Ачех, столиця й найбільше місто провінції, розташоване за 5 км від моря.
Район має кілька заповідників, включаючи Національний Парк Ґунунґ-Льосер.

## Адміністративний поділ

Мапа провінції Ачех

До складу провінції входять 18 округів та 5 муніципалітетів (міст):
| Назва                                             | Площа, км² | Населення, осіб (2010, перепис) | Адміністративний центр                                |
| ------------------------------------------------- | ---------- | ------------------------------- | ----------------------------------------------------- |
| Сімьолуе (індонез. Simeulue)                      | 2 051,48   | 80 674                          | Сінабанг (індонез. Sinabang)                          |
| Ачех-Сінкіл (індонез. Aceh Singkil)               | 2 185,00   | 102 509                         | Сінкіл (індонез. Singkil)                             |
| Південний Ачех (індонез. Aceh Selatan)            | 3 841,60   | 202 251                         | Тапактуан (індонез. Tapak Tuan)                       |
| Південно-Східний Ачех (індонез. Aceh Tenggara)    | 4 231,43   | 179 010                         | Кутачане (індонез. Kutacane)                          |
| Східний Ачех (індонез. Aceh Timur)                | 6 286,01   | 360 475                         | Іді-Райок (індонез. Idi Rayeuk)                       |
| Центральний Ачех (індонез. Aceh Tengah)           | 4 318,39   | 175 527                         | Такенгон (індонез. Takengon)                          |
| Західний Ачех (індонез. Aceh Barat)               | 2 927,95   | 173 558                         | Мьолабо (індонез. Meulaboh)                           |
| Ачех-Бесар (індонез. Aceh Besar)                  | 2 969,00   | 351 418                         | Джантхо (індонез. Kota Jantho)                        |
| Піді (індонез. Pidie)                             | 3 086,95   | 379 108                         | Сиґлі (індонез. Sigli)                                |
| Бірен (індонез. Bireuen)                          | 1 901,20   | 389 288                         | Бірен (індонез. Bireuen)                              |
| Північний Ачех (індонез. Aceh Utara)              | 3 236,86   | 529 751                         | Лхоксукон (індонез. Lhoksukon)                        |
| Південно-Західний Ачех (індонез. Aceh Barat Daya) | 1 490,60   | 126 036                         | Блангпідіе (індонез. Blangpidie)                      |
| Гайо-Луес (індонез. Gayo Lues)                    | 5 719,58   | 79 560                          | Бланкеджерен (індонез. Blang Kejeren)                 |
| Ачех-Таміанг (індонез. Aceh Tamiang)              | 1 956,72   | 251 914                         | Каранг-Бару (індонез. Karang Baru)                    |
| Наган-Рая (індонез. Nagan Raya)                   | 3 363,72   | 139 663                         | Сукамакмуе (індонез. Suka Makmue)                     |
| Ачех-Джая (індонез. Aceh Jaya)                    | 3 812,99   | 76 782                          | Чаланг (індонез. Calang)                              |
| Бенер-Маріах (індонез. Bener Meriah)              | 1 454,09   | 122 277                         | Симпанг-Тіґаределонг (індонез. Simpang Tiga Redelong) |
| Піді-Джая (індонез. Pidie Jaya)                   | 1 073,60   | 132 956                         | Мьорьоду (індонез. Meureudu)                          |
| місто Банда-Ачех (індонез. Kota Banda Aceh)       | 61,36      | 223 446                         |                                                       |
| місто Сабанг (індонез. Kota Sabang)               | 153,00     | 30 653                          |                                                       |
| місто Ланґса (індонез. Kota Langsa)               | 262,41     | 148 945                         |                                                       |
| місто Лхоксьомаве (індонез. Kota Lhokseumawe)     | 181,06     | 171 163                         |                                                       |
| місто Субулусалам (індонез. Kota Subulussalam)    | 1 391,00   | 67 446                          |                                                       |
| Провінція Ачех                                    | 57 956,00  | 4 494 410                       | Банда-Ачех (індонез. Banda Aceh)                      |

## Населення
Більшість населення провінції становлять ачинці (аче, ачехи); інші корінні народи: гайо, аласи та близькі до них синкіли, сималурці (симьолуе), анеук-джамі (етнографічна група мінангкабау), малайці-таміанги.
У 2010 році етнічний склад населення Ачеху був таким:
| Народи      | Чисельність | Доля в населенні |
| ----------- | ----------- | ---------------- |
| Ачинці      | 3 160 728   | 70,65 %          |
| Яванці      | 399 976     | 8,94 %           |
| Гайо        | 322 996     | 7,22 %           |
| Батаки      | 147 295     | 3,29 %           |
| Аласи       | 95 152      | 2,13 %           |
| Сималурці   | 66 495      | 1,49 %           |
| Анеук-джамі | 62 838      | 1,40 %           |
| Таміанги    | 49 580      | 1,11 %           |
| Сингкіли    | 46 600      | 1,04 %           |
| Мінангкабау | 33 112      | 0,74 %           |
| Інші        | 89 172      | 1,99 %           |
| Всього      | 4 473 944   | 100,00 %         |

Ачинці — народ малайського походження. Вони населяють низини й прилеглі до них пагорби.
За даними перепису населення 2010 року, в провінції Ачех проживало 4 413 244 мусульман (98,2 % населення), 53 624 християнина, 7 062 буддиста.

## Економіка
Рис є основною продовольчою культурою Ачеху, вирощують також кукурудзу, батат, ямс, боби. Перець, копра, горіхи арека і каучук — основні експортні товари.
В Ачесі видобувають боксити та кам'яне вугілля, на східному узбережжі є декілька нафтових свердловин та більш важливі родовища природного газу. Промисловість і місцеві майстри виробляють текстильні товари, металопродукцію, золоті дорогоцінності, різьбленні речі та гравійовані металеві вироби.